# La Voix lactée
Pour les articles homonymes, voir Voie lactée (homonymie).
Albums de Oxmo Puccino
Roi sans carrosse
(2012) La Nuit du réveil
(2019)
La Voix lactée est le sixième album du rappeur français Oxmo Puccino, sorti le 13 novembre 2015 sur le label Wagram Music.

## Titres
| 1.    | Intro                  | Oxmo Puccino | 0:41 |
| 2.    | Une chance             | Oxmo Puccino | 2:59 |
| 3.    | Slow Life              | Oxmo Puccino | 3:00 |
| 4.    | Doux or Die            | Oxmo Puccino | 3:16 |
| 5.    | À cheval sûr           | Oxmo Puccino | 3:05 |
| 6.    | Ton rêve               | Oxmo Puccino | 3:34 |
| 7.    | Star & Célébrité       | Oxmo Puccino | 3:19 |
| 8.    | Amour & Propriété      | Oxmo Puccino | 2:54 |
| 9.    | Surprise Birthday      | Oxmo Puccino | 3:08 |
| 10.   | Un week-end sur deux   | Oxmo Puccino | 3:21 |
| 11.   | Le marteau et la plume | Oxmo Puccino | 3:35 |
| 12.   | 1998                   | Oxmo Puccino | 3:05 |
| 13.   | Les potos              | Oxmo Puccino | 2:16 |
| 14.   | Gravir ce monde        | Oxmo Puccino | 3:11 |
| 15.   | Oui Je                 | Oxmo Puccino | 2:54 |
| 44:18 |                        |              |      |